# (6598) Modugno
Pour les articles homonymes, voir Modugno (homonymie).
(6598) Modugno est un astéroïde de la ceinture principale.

## Description
(6598) Modugno est un astéroïde de la ceinture principale. Il fut découvert le 13 février 1988 à Bologne par l'observatoire San Vittore. Il présente une orbite caractérisée par un demi-grand axe de 2,70 UA, une excentricité de 0,24 et une inclinaison de 10,2° par rapport à l'écliptique.

## Compléments